# Ли Цинъюнь
Ли Цинъюнь (кит. трад. 李清雲, упр. 李庆云, пиньинь Lǐ Qīngyún, палл. Ли Цинъюнь; предположительно 3 мая 1677 — 6 мая 1933) — неверифицированный китайский супердолгожитель.
Поскольку задокументированные источники о рождении Ли Цинъюня в 1677-м или, как сам он заявлял, 1736 году отсутствуют, его возраст 250—256 лет на момент смерти в 1928 или 1933 году ставится под сомнение и признаётся мистификацией. Геронтологи склонны считать утверждения о столь долгой жизни мифом.

## Предположительная биография
Ли Цинъюнь родился 3 мая 1677 года и провёл основную часть жизни в горах, где практиковал цигун. Согласно статье в New York Times 1930 года, Ву Чунг-чие, профессор из Университета Чэнду, нашёл документы китайского правительства от 1827 года, поздравляющие Ли Цинъюня с его 150-летием, а также другие документы, поздравляющие его с 200-летием в 1877 году. В 1928 году репортёр New York Times написал, что многие старики в районе, где жил Ли, утверждают, что их деды знали его, когда они были детьми, и что уже в то время он был взрослым. Будучи травником, он собирал и продавал паслёновые, женьшень, фаллопии, центеллы, другие китайские травы, а также трутовики, живя на диете из перечисленных компонентов и риса.
В детстве Ли проживал в Сычуане, а с возраста десяти лет на протяжении века путешествовал в Ганьсу, Шаньси, Тибет, Вьетнам, Таиланд и Маньчжурию, где собирал травы, после чего начал заготовлять компоненты, собранные другими травниками.
В 1759 году, в возрасте 81—82 лет, Ли переехал в Кайчжоу, где присоединился к цинской армии в качестве учителя боевых искусств и военного советника. В 1927 году, спустя 178 лет, Ли прибыл к генералу националистов Ян Сену в Ваньчжоу, где была сделана фотография, на которой Ли держит в руках лекарственный корень.
Китайский полевой командир У Пэйфу отвёз старика к нему домой, чтобы узнать секрет его долгой жизни, длящейся уже 256 лет.
Ли Цинъюнь умер ненасильственной смертью 6 мая 1933 года в Кайчжоу, его пережила 60-летняя жена, 24-я по счёту. За свою жизнь Ли оставил более 200 потомков. По другим сведениям у него было 180 потомков, более одиннадцати поколений, живущих на момент его смерти, и 14 браков. При возможной дате рождения в 1677 году возраст Ли на момент смерти составлял 256 лет.
После смерти Ли Цинъюня генерал Ян Сэнь опубликовал о нём книгу «Хроника жизни 250-летнего долгожителя» (кит. 二百五十岁人瑞实记), изданную в Тайбэе.

## Версии о причинах его долгожительства
Согласно легенде, на вопрос о секрете своего долголетия Ли Цинъюнь сказал: «Удерживайте тише сердце, сидите как черепаха, идите бодрыми подобно голубю и спите подобно собаке».
В статье флоридской «Evening Independent» за октябрь 1929 года утверждается, что Ли всю свою жизнь потреблял лекарственные горные растения, которые предотвращали наступление старости.